# Artaix
Artaix là một xã ở tỉnh Saône-et-Loire trong vùng Bourgogne-Franche-Comté miền trung Pháp. Artaix có diện tích 21,41 km2, dân số năm 1999 là 336 người.